# Serie A 2012–13
Serie A 2012–13 (hay còn được gọi là Serie A  TIM vì một lý do tài trợ) là mùa giải thứ 81 kể từ khi bắt đầu mùa giải đầu tiên và lần thứ 3 kể từ khi tổ chức theo một hội đồng giám sát giải Serie B. Mùa giải bắt đầu từ 25 tháng 8 năm 2012 đến 19 tháng 5 năm 2013. Juventus là đội đương kim vô địch.
Tổng cộng có tất cả 20 đội sẽ thi đấu, gồm 17 đội trụ hạng mùa giải trước và 3 đội mới lên hạng từ Serie B. Như các mùa giải trước, Nike sẽ cung cấp bóng thi đấu cho mùa giải này với mô hình mới Nike Maxim Serie A cho tất cả các trận đấu.

## Những sự kiện diễn ra trước và trong mùa giải
Mùa giải 2012-13 đón chào sự trở lại của Pescara, Torino và Sampdoria. Pescara được trở lại sau 19 năm vắng mắt, Torino là 3 năm và Sampdoria là một năm. Đây là mùa giải mà Cagliari rời sân Stadio Sant'Elia sau hơn 40 năm gắn bó. Vì các vấn đề về an toàn mà sân này phải đóng cửa, và sau khi thảo luận, câu lạc bộ đã đồng ý lấy sân Is Arenas làm sân nhà và buổi lễ chính thức diễn ra vào ngày 26 tháng 7 năm 2012. Hiện Cagligari đang quy hoạch một sân vận động mới đảm bảo an toàn.
Tuy nhiên, sau khi kiểm tra chất lượng sân Is Arenas, ban tổ chức Serie A kết luận sân này chưa đạt chuẩn an toàn nên không cho phép mở cửa để khán giả vào sân. Điều này đồng nghĩa với việc những trận đấu trên sân nhà của Cagliari sẽ không có khán giả. Nhưng đến vòng 5, Cagliari mở sân, cảnh sát địa phương đã có cuộc họp với đội bóng về việc hủy trận đấu, vì thế là trận đấu bị hủy, kết cục là đội bóng này bị xử thua 0-3.

## Các đội bóng

### Sân vận động và vị trí
| Đội            | Thành phố                                       | Sân vận động            | Số ghế ngồi | Thứ hạng tại mùa trước |
| -------------- | ----------------------------------------------- | ----------------------- | ----------- | ---------------------- |
| Atalanta       | Bergamo                                         | Atleti Azzurri d'Italia | 26,542      | Thứ 12                 |
| Bologna        | Bologna                                         | Renato Dall'Ara         | 38,279      | Thứ 9                  |
| Cagliari       | Cagliari (đang quy hoạch sân Quartu Sant'Elena) | Is Arenas               | 16,214      | thứ 15                 |
| Catania        | Catania                                         | Angelo Massimino        | 23,420      | Thứ 11                 |
| Chievo         | Verona                                          | Marc'Antonio Bentegodi  | 38,402      | Thứ 10                 |
| Fiorentina     | Florence                                        | Artemio Franchi         | 47,282      | thứ 13                 |
| Genoa          | Genova                                          | Luigi Ferraris          | 36,685      | thứ 17                 |
| Internazionale | Milan                                           | San Siro                | 80,074      | Thứ 6                  |
| Juventus       | Torino                                          | Sân vận động Juventus   | 41,254      | Vô địch                |
| Lazio          | Rome                                            | Olimpico                | 72,698      | 2011–12                |
| Milan          | Milan                                           | San Siro                | 80,074      | Á quân                 |
| Napoli         | Naples                                          | San Paolo               | 60,240      | Thứ 5                  |
| Palermo        | Palermo                                         | Renzo Barbera           | 37,242      | Thứ 16                 |
| Parma          | Parma                                           | Ennio Tardini           | 27,906      | Thứ 8                  |
| Pescara        | Pescara                                         | Adriatico               | 24,500      | Vô địch Serie B        |
| Roma           | Rome                                            | Olimpico                | 72,698      | Thứ 7                  |
| Sampdoria      | Genoa                                           | Luigi Ferraris          | 36,685      | Vượt qua vòng play-off |
| Siena          | Siena                                           | Artemio Franchi         | 15,373      | thứ 14                 |
| Torino         | Torino                                          | Olympic Torino          | 27,994      | Á quân Serie B         |
| Udinese        | Udine                                           | Friuli                  | 30,642      | Hạng Ba                |

### Chủ tịch, huấn luyện viên và đội trưởng
| Đội bòng       | Chủ tịch              | Huấn luyện viên trưởng | Đội trưởng           | Thết kế áo đấu | Tài trợ áo đấu                            |
| -------------- | --------------------- | ---------------------- | -------------------- | -------------- | ----------------------------------------- |
| Atalanta       | Antonio Percassi      | Stefano Colantuono     | Gianpaolo Bellini    | Erreà          | AXA, Konica Minolta                       |
| Bologna        | Albano Guaraldi       | Stefano Pioli          | Alessandro Diamanti  | Macron         | NGM Mobile, Serenissima Ceramica          |
| Cagliari       | Massimo Cellino       | Ivo Pulga              | Daniele Conti        | Kappa          | Sardegna, Tirrenia                        |
| Catania        | Antonino Pulvirenti   | Rolando Maran          | Marco Biagianti      | Givova         | Arancia Rossa di Sicilia, TTT Lines       |
| Chievo         | Luca Campedelli       | Eugenio Corini         | Sergio Pellissier    | Givova         | Banca Popolare di Verona, Midac Batteries |
| Fiorentina     | Mario Cognigni        | Vincenzo Montella      | Manuel Pasqual       | Joma           | Mazda                                     |
| Genoa          | Enrico Preziosi       | Davide Ballardini      | Marco Rossi          | Lotto          | iZiPlay                                   |
| Internazionale | Massimo Moratti       | Andrea Stramaccioni    | Javier Zanetti       | Nike           | Pirelli                                   |
| Juventus       | Andrea Agnelli        | Antonio Conte          | Gianluigi Buffon     | Nike           | Jeep                                      |
| Lazio          | Claudio Lotito        | Vladimir Petković      | Stefano Mauri        | Macron         | —                                         |
| Milan          | Silvio Berlusconi     | Massimiliano Allegri   | Massimo Ambrosini    | Adidas         | Emirates                                  |
| Napoli         | Aurelio De Laurentiis | Walter Mazzarri        | Paolo Cannavaro      | Macron         | Lete, MSC Cruises                         |
| Palermo        | Maurizio Zamparini    | Giuseppe Sannino       | Fabrizio Miccoli     | Puma           | Eurobet                                   |
| Parma          | Tommaso Ghirardi      | Roberto Donadoni       | Alessandro Lucarelli | Erreà          | Folletto, Navigare                        |
| Pescara        | Daniele Sebastiani    | Cristian Bucchi        | Emmanuel Cascione    | Erreà          | Acqua Santa Croce                         |
| Roma           | James Pallotta        | Aurelio Andreazzoli    | Francesco Totti      | Kappa          | WIND                                      |
| Sampdoria      | Edoardo Garrone       | Delio Rossi            | Daniele Gastaldello  | Kappa          | Gamenet                                   |
| Siena          | Massimo Mezzaroma     | Giuseppe Iachini       | Simone Vergassola    | Kappa          | Monte dei Paschi di Siena                 |
| Torino         | Urbano Cairo          | Giampiero Ventura      | Rolando Bianchi      | Kappa          | Aruba.it, Breccia                         |
| Udinese        | Franco Soldati        | Francesco Guidolin     | Antonio Di Natale    | Legea          | Dacia                                     |

### Thay đổi huấn luyện viên
| Câu lạc bộ | Huấn luyện viên cũ   | Lý do              | Ngày thôi việc       | Thứ hạng                    | Huấn luyện viên mới  | Ngày mua về          |
| ---------- | -------------------- | ------------------ | -------------------- | --------------------------- | -------------------- | -------------------- |
| Palermo    | Bortolo Mutti        | hết hợp đồng       | 13 tháng 5 năm 2012  | Thứ hạng tại mùa giải trước | Giuseppe Sannino     | 6 tháng 6 năm 2012   |
| Fiorentina | Vincenzo Guerini     | Hết hợp đồng       | 13 tháng 5 năm 2012  | Thứ hạng tại mùa giải trước | Vincenzo Montella    | 11 tháng 6 năm 2012  |
| Roma       | Luis Enrique         | thỏa thuận hai bên | 13 tháng 5 năm 2012  | Thứ hạng tại mùa giải trước | Zdeněk Zeman         | 4 tháng 6 năm 2012   |
| Lazio      | Edoardo Reja         | thỏa thuận 2 bên   | 18 tháng 5 năm 2012  | Thứ hạng tại mùa giải trước | Vladimir Petković    | 2 tháng 6 năm 2012   |
| Pescara    | Zdeněk Zeman         | Chuyển đến Roma    | 4 tháng 6 năm 2012   | Thứ hạng tại mùa giải trước | Giovanni Stroppa     | 8 tháng 6 năm 2012   |
| Catania    | Vincenzo Montella    | thỏa thuận 2 bên   | 4 tháng 6 năm 2012   | Thứ hạng tại mùa giải trước | Rolando Maran        | 11 tháng 6 năm 2012  |
| Siena      | Giuseppe Sannino     | thỏa thuận 2 bên   | 6 tháng 6 năm 2012   | Thứ hạng tại mùa giải trước | Serse Cosmi          | 27 tháng 6 năm 2012  |
| Sampdoria  | Giuseppe Iachini     | thỏa thuận 2 bên   | 2 tháng 7 năm 2012   | Thứ hạng tại mùa giải trước | Ciro Ferrara         | 2 tháng 7 năm 2012   |
| Palermo    | Giuseppe Sannino     | Bị sa thải         | 16 tháng 9 năm 2012  | thứ 18                      | Gian Piero Gasperini | 16 tháng 9 năm 2012  |
| Chievo     | Domenico Di Carlo    | bị sa thải         | 2 tháng 10 năm 2012  | thứ 18                      | Eugenio Corini       | 2 tháng 10 năm 2012  |
| Cagliari   | Massimo Ficcadenti   | Bị sa thải         | 2 tháng 10 năm 2012  | thứ 20                      | Ivo Pulga            | 2 tháng 10 năm 2012  |
| Genoa      | Luigi De Canio       | Bị sa thải         | 22 tháng 10 năm 2012 | thứ 9                       | Luigi Delneri        | 22 tháng 10 năm 2012 |
| Pescara    | Giovanni Stroppa     | từ chức            | 18 tháng 11 năm 2012 | thứ 18                      | Cristiano Bergodi    | 20 tháng 11 năm 2012 |
| Siena      | Serse Cosmi          | bị sa thải         | 17 tháng 12 năm 2012 | thứ 20                      | Giuseppe Iachini     | 17 tháng 12 năm 2012 |
| Sampdoria  | Ciro Ferrara         | bị sa thải         | 17 tháng 12 năm 2012 | thứ 14                      | Delio Rossi          | 17 tháng 12 năm 2012 |
| Genoa      | Luigi Delneri        | Bị sa thải         | 21 tháng 1 năm 2013  | thứ 18                      | Davide Ballardini    | 21 tháng 1 năm 2013  |
| Roma       | Zdeněk Zeman         | bị sa thải         | 2 tháng 2 năm 2013   | thứ 8                       | Aurelio Andreazzoli  | 2 tháng 2 năm 2013   |
| Palermo    | Gian Piero Gasperini | bị sa thải         | 4 tháng 2 năm 2013   | thứ 20                      | Alberto Malesani     | 5 tháng 2 năm 2013   |
| Palermo    | Alberto Malesani     | bị sa thải         | 24 tháng 2 năm 2013  | thứ 20                      | Gian Piero Gasperini | 24 tháng 2 năm 2013  |
| Pescara    | Cristiano Bergodi    | bị sa thải         | 3 tháng 3 năm 2013   | thứ 20                      | Cristian Bucchi      | 5 tháng 3 năm 2013   |
| Palermo    | Gian Piero Gasperini | thỏa thuận 2 bên   | 11 tháng 3 năm 2013  | thứ 20                      | Giuseppe Sannino     | 12 tháng 3 năm 2013  |

## Bảng xếp hạng
| XH | Đội                         | Tr | T  | H  | T  | BT | BB | HS  | Đ    | Lên hay xuống hạng                 |
| -- | --------------------------- | -- | -- | -- | -- | -- | -- | --- | ---- | ---------------------------------- |
| 1  | Juventus (C)                | 38 | 27 | 6  | 5  | 71 | 24 | +47 | 87   | Bản mẫu:Fb round2 2013-14 UCL GS   |
| 2  | Napoli                      | 38 | 23 | 9  | 6  | 73 | 36 | +37 | 78   | Bản mẫu:Fb round2 2013-14 UCL GS   |
| 3  | Milan                       | 38 | 21 | 9  | 8  | 67 | 39 | +28 | 72   | Bản mẫu:Fb round2 2013-14 UCL PO   |
| 4  | Fiorentina                  | 38 | 21 | 7  | 10 | 72 | 44 | +28 | 70   | Bản mẫu:Fb round2 2013-14 UEL PO   |
| 5  | Udinese                     | 38 | 18 | 12 | 8  | 59 | 45 | +14 | 66   | Bản mẫu:Fb round2 2013-14 UEL QR3  |
| 6  | Roma                        | 38 | 18 | 8  | 12 | 71 | 56 | +15 | 62   |                                    |
| 7  | Lazio                       | 38 | 18 | 7  | 13 | 51 | 42 | +9  | 61   | Bản mẫu:Fb round2 2013-14 UEL GS 1 |
| 8  | Catania                     | 38 | 15 | 11 | 12 | 50 | 46 | +4  | 56   |                                    |
| 9  | Inter                       | 38 | 16 | 6  | 16 | 55 | 57 | −2  | 54   |                                    |
| 10 | Parma                       | 38 | 13 | 10 | 15 | 45 | 46 | −1  | 49   |                                    |
| 11 | Cagliari                    | 38 | 12 | 11 | 15 | 43 | 55 | −12 | 47   |                                    |
| 12 | Chievo                      | 38 | 12 | 9  | 17 | 37 | 52 | −15 | 45   |                                    |
| 13 | Bologna                     | 38 | 11 | 11 | 16 | 46 | 52 | −6  | 44   |                                    |
| 14 | Sampdoria                   | 38 | 11 | 10 | 17 | 43 | 51 | −8  | 0422 |                                    |
| 15 | Atalanta                    | 38 | 11 | 9  | 18 | 39 | 56 | −17 | 0403 |                                    |
| 16 | Torino                      | 38 | 8  | 16 | 14 | 46 | 55 | −9  | 0392 |                                    |
| 17 | Genoa                       | 38 | 8  | 14 | 16 | 38 | 52 | −14 | 38   |                                    |
| 18 | Palermo (R)                 | 38 | 6  | 14 | 18 | 34 | 54 | −20 | 32   | Xuống chơi tại2013–14 Serie B      |
| 19 | Siena (R)                   | 38 | 9  | 9  | 20 | 36 | 57 | −21 | 0304 | Xuống chơi tại2013–14 Serie B      |
| 20 | Bản mẫu:Fb team Pescara (R) | 38 | 6  | 4  | 28 | 27 | 84 | −57 | 22   | Xuống chơi tại2013–14 Serie B      |

Nguồn: Lega Serie A
Quy tắc xếp hạng: 1st points; 2nd head-to-head points; 3rd head-to-head goal difference; 4th goal difference; 5th number of goals scored; 6th public draw.

(Head-to-head record is applied for clubs with the same amount of points only once all matches between said clubs have been played).
1Lazio qualified to 2013–14 UEFA Europa League group stage after winning 2012–13 Coppa Italia.
2Sampdoria and Torino were docked 1 point due to involvement in the 2011–12 Italian football scandal.
3Atalanta was docked 2 points due to involvement in the 2011–12 Italian football scandal.
4Siena was docked 6 points due to involvement in the 2011–12 Italian football scandal.
(VĐ) = Vô địch; (XH) = Xuống hạng; (LH) = Lên hạng; (O) = Thắng trận Play-off; (A) = Lọt vào vòng sau. 
Chỉ được áp dụng khi mùa giải chưa kết thúc: 
(Q) = Lọt vào vòng đấu cụ thể của giải đấu đã nêu; (TQ) = Giành vé dự giải đấu, nhưng chưa tới vòng đấu đã nêu.

### Thứ hạng mỗi đội sau mỗi vòng đấu
Đây là bảng thống kê thứ hạng của mỗi đội sau mỗi vòng đấu. Số liệu thống kê hết 22-4-2013
| Team \ Round            | 1        | 2  | 3  | 4  | 5  | 6  | 7  | 8  | 9  | 10 | 11 | 12 | 13 | 14 | 15 | 16 | 17 | 18 | 19 | 20 | 21 | 22 | 23 | 24 | 25 | 26 | 27 | 28 | 29 | 30 | 31 | 32 | 33 | 34 | 35 | 36 | 37 | 38 |   |
| ----------------------- | -------- | -- | -- | -- | -- | -- | -- | -- | -- | -- | -- | -- | -- | -- | -- | -- | -- | -- | -- | -- | -- | -- | -- | -- | -- | -- | -- | -- | -- | -- | -- | -- | -- | -- | -- | -- | -- | -- | - |
| Team \ Round            | Juventus | 5  | 1  | 1  | 1  | 1  | 1  | 1  | 1  | 1  | 1  | 1  | 1  | 1  | 1  | 1  | 1  | 1  | 1  | 1  | 1  | 1  | 1  | 1  | 1  | 1  | 1  | 1  | 1  | 1  | 1  | 1  | 1  | 1  | 1  | 1  | 1  | 1  | 1 |
| Napoli                  | 2        | 2  | 2  | 2  | 2  | 2  | 2  | 2  | 2  | 3  | 3  | 3  | 3  | 2  | 2  | 3  | 5  | 5  | 3  | 2  | 2  | 2  | 2  | 2  | 2  | 2  | 2  | 2  | 2  | 2  | 2  | 2  | 2  | 2  | 2  | 2  | 2  | 2  |   |
| Milan                   | 13       | 10 | 10 | 15 | 10 | 11 | 11 | 15 | 12 | 12 | 10 | 13 | 12 | 10 | 7  | 7  | 7  | 7  | 7  | 7  | 6  | 5  | 5  | 5  | 3  | 4  | 3  | 3  | 3  | 3  | 3  | 3  | 3  | 3  | 3  | 3  | 3  | 3  |   |
| Fiorentina              | 6        | 11 | 6  | 6  | 7  | 6  | 5  | 6  | 5  | 5  | 4  | 4  | 4  | 4  | 4  | 6  | 4  | 4  | 5  | 5  | 5  | 6  | 6  | 6  | 6  | 6  | 6  | 4  | 4  | 4  | 4  | 4  | 4  | 4  | 4  | 4  | 4  | 4  |   |
| Udinese                 | 12       | 15 | 17 | 13 | 14 | 15 | 15 | 10 | 8  | 9  | 11 | 10 | 10 | 12 | 9  | 8  | 9  | 10 | 9  | 8  | 10 | 9  | 9  | 7  | 9  | 9  | 9  | 9  | 9  | 9  | 9  | 8  | 8  | 6  | 6  | 5  | 5  | 5  |   |
| Roma                    | 10       | 5  | 7  | 5  | 6  | 7  | 6  | 5  | 6  | 7  | 6  | 7  | 6  | 6  | 6  | 5  | 6  | 6  | 6  | 6  | 7  | 8  | 8  | 9  | 8  | 8  | 7  | 7  | 5  | 7  | 7  | 6  | 6  | 5  | 5  | 7  | 7  | 6  |   |
| Lazio                   | 7        | 3  | 3  | 3  | 5  | 4  | 3  | 3  | 4  | 4  | 5  | 5  | 5  | 5  | 5  | 4  | 3  | 2  | 2  | 3  | 3  | 3  | 3  | 3  | 4  | 3  | 5  | 6  | 7  | 6  | 5  | 5  | 7  | 8  | 7  | 6  | 6  | 7  |   |
| Catania                 | 9        | 6  | 8  | 10 | 8  | 8  | 7  | 7  | 9  | 10 | 7  | 8  | 7  | 8  | 10 | 9  | 8  | 9  | 10 | 10 | 8  | 7  | 7  | 8  | 7  | 7  | 8  | 8  | 8  | 8  | 8  | 9  | 9  | 9  | 9  | 9  | 8  | 8  |   |
| Inter                   | 1        | 9  | 5  | 7  | 4  | 3  | 4  | 4  | 3  | 2  | 2  | 2  | 2  | 3  | 3  | 2  | 2  | 3  | 4  | 4  | 4  | 4  | 4  | 4  | 5  | 5  | 4  | 5  | 6  | 5  | 6  | 7  | 5  | 7  | 8  | 8  | 9  | 9  |   |
| Parma                   | 16       | 13 | 13 | 12 | 13 | 14 | 14 | 12 | 7  | 6  | 8  | 9  | 9  | 7  | 8  | 11 | 10 | 8  | 8  | 9  | 9  | 10 | 10 | 10 | 10 | 11 | 13 | 12 | 13 | 10 | 10 | 11 | 12 | 12 | 10 | 10 | 10 | 10 |   |
| Cagliari                | 15       | 14 | 16 | 17 | 19 | 20 | 18 | 14 | 10 | 8  | 12 | 11 | 11 | 11 | 13 | 14 | 15 | 17 | 18 | 17 | 17 | 16 | 16 | 16 | 14 | 12 | 14 | 13 | 15 | 11 | 11 | 10 | 10 | 10 | 11 | 12 | 12 | 11 |   |
| Chievo                  | 3        | 12 | 12 | 16 | 17 | 18 | 16 | 16 | 18 | 13 | 15 | 16 | 15 | 17 | 15 | 12 | 11 | 12 | 12 | 11 | 12 | 11 | 12 | 13 | 13 | 15 | 16 | 16 | 15 | 15 | 16 | 12 | 13 | 13 | 13 | 11 | 11 | 12 |   |
| Bologna                 | 14       | 16 | 14 | 14 | 15 | 12 | 12 | 17 | 19 | 19 | 18 | 19 | 16 | 19 | 16 | 16 | 13 | 14 | 16 | 15 | 15 | 15 | 14 | 15 | 16 | 14 | 11 | 10 | 11 | 12 | 12 | 12 | 11 | 11 | 12 | 13 | 13 | 13 |   |
| Sampdoria               | 8        | 4  | 4  | 4  | 3  | 5  | 8  | 8  | 11 | 15 | 16 | 17 | 14 | 13 | 12 | 13 | 14 | 15 | 14 | 14 | 14 | 13 | 15 | 12 | 12 | 10 | 10 | 11 | 10 | 13 | 14 | 14 | 15 | 15 | 15 | 15 | 15 | 14 |   |
| Atalanta                | 19       | 19 | 15 | 9  | 12 | 16 | 17 | 13 | 15 | 11 | 9  | 6  | 8  | 9  | 11 | 10 | 12 | 11 | 11 | 13 | 13 | 14 | 13 | 14 | 15 | 16 | 15 | 14 | 16 | 16 | 13 | 13 | 14 | 14 | 14 | 14 | 14 | 15 |   |
| Torino                  | 11       | 7  | 9  | 11 | 11 | 9  | 10 | 11 | 13 | 14 | 13 | 12 | 13 | 14 | 14 | 15 | 16 | 13 | 13 | 12 | 11 | 12 | 11 | 11 | 11 | 13 | 12 | 15 | 12 | 14 | 15 | 15 | 16 | 16 | 16 | 16 | 16 | 16 |   |
| Genoa                   | 4        | 8  | 11 | 8  | 9  | 10 | 9  | 9  | 14 | 16 | 17 | 18 | 20 | 16 | 18 | 19 | 19 | 19 | 17 | 18 | 18 | 18 | 17 | 17 | 17 | 17 | 17 | 17 | 17 | 17 | 19 | 19 | 19 | 18 | 17 | 17 | 17 | 17 |   |
| Palermo                 | 17       | 17 | 18 | 19 | 20 | 17 | 19 | 19 | 17 | 18 | 19 | 15 | 18 | 15 | 17 | 18 | 17 | 18 | 19 | 19 | 19 | 19 | 20 | 20 | 20 | 20 | 19 | 20 | 20 | 19 | 18 | 18 | 18 | 17 | 18 | 18 | 18 | 18 |   |
| Siena                   | 20       | 20 | 20 | 20 | 18 | 19 | 20 | 20 | 20 | 20 | 20 | 20 | 19 | 18 | 19 | 20 | 20 | 20 | 20 | 20 | 20 | 20 | 19 | 19 | 18 | 18 | 18 | 18 | 18 | 18 | 17 | 17 | 17 | 19 | 19 | 19 | 19 | 19 |   |
| Bản mẫu:Fb team Pescara | 18       | 18 | 19 | 18 | 16 | 13 | 13 | 18 | 16 | 17 | 14 | 14 | 17 | 20 | 20 | 17 | 18 | 16 | 15 | 16 | 16 | 17 | 18 | 18 | 19 | 19 | 20 | 19 | 19 | 20 | 20 | 20 | 20 | 20 | 20 | 20 | 20 | 20 |   |

Nguồn: Lega Serie A

## Kết quả
| S.nhà ╲ S.khách         | ATA | BOL | CAG | CTN | CHV | FIO | GEN | INT | JUV | LAZ | MIL | NAP | PAL | PAR | Bản mẫu:Fb team Pescara | ROM | SAM | SIE | TOR | UDI |
| Atalanta                |     | 1–1 | 1–1 | 0–0 | 2–2 | 0–2 | 0–1 | 3–2 | 0–1 | 0–1 | 0–1 | 1–0 | 1–0 | 2–1 | 2–1                     | 2–3 | 0–0 | 2–1 | 1–5 | 1–1 |
| Bologna                 | 2–1 |     | 3–0 | 4–0 | 4–0 | 2–1 | 0–0 | 1–3 | 0–2 | 0–0 | 1–3 | 0–3 | 3–0 | 1–2 | 1–1                     | 3–3 | 1–1 | 1–1 | 2–2 | 1–1 |
| Cagliari                | 1–1 | 1–0 |     | 0–0 | 0–2 | 2–1 | 2–1 | 2–0 | 1–3 | 1–0 | 1–1 | 0–1 | 1–1 | 0–1 | 1–2                     | 0–3 | 3–1 | 4–2 | 4–3 | 0–1 |
| Catania                 | 2–1 | 1–0 | 0–0 |     | 2–1 | 2–1 | 3–2 | 2–3 | 0–1 | 4–0 | 1–3 | 0–0 | 1–1 | 2–0 | 1–0                     | 1–0 | 3–1 | 3–0 | 0–0 | 3–1 |
| Chievo                  | 1–0 | 2–0 | 0–0 | 0–0 |     | 1–1 | 0–1 | 0–2 | 1–2 | 1–3 | 0–1 | 2–0 | 1–1 | 1–1 | 2–0                     | 1–0 | 2–1 | 0–0 | 1–1 | 2–2 |
| Fiorentina              | 4–1 | 1–0 | 4–1 | 2–0 | 2–1 |     | 3–2 | 4–1 | 0–0 | 2–0 | 2–2 | 1–1 | 1–0 | 2–0 | 0–2                     | 0–1 | 2–2 | 4–1 | 4–3 | 2–1 |
| Genoa                   | 1–1 | 2–0 | 2–0 | 0–2 | 2–4 | 0–1 |     | 1–5 | 1–3 | 3–2 | 0–2 | 2–4 | 1–1 | 1–1 | 4–1                     | 2–4 | 1–1 | 2–2 | 1–1 | 1–0 |
| Inter                   | 3–4 | 3–3 | 2–2 | 2–0 | 3–1 | 2–1 | 1–1 |     | 1–2 | 1–3 | 1–1 | 2–1 | 4–3 | 1–0 | 5–1                     | 1–3 | 3–2 | 0–2 | 2–2 | 2–5 |
| Juventus                | 3–0 | 2–1 | 1–1 | 1–0 | 2–0 | 2–0 | 1–1 | 1–3 |     | 0–0 | 1–0 | 2–0 | 1–0 | 2–0 | 2–1                     | 4–1 | 1–2 | 3–0 | 3–0 | 4–0 |
| Lazio                   | 2–0 | 6–0 | 2–1 | 2–1 | 0–1 | 0–2 | 0–1 | 1–0 | 0–2 |     | 3–2 | 1–1 | 3–0 | 2–1 | 2–0                     | 3–2 | 2–0 | 2–1 | 1–1 | 3–0 |
| Milan                   | 0–1 | 2–1 | 2–0 | 4–2 | 5–1 | 1–3 | 1–0 | 0–1 | 1–0 | 3–0 |     | 1–1 | 2–0 | 2–1 | 4–1                     | 0–0 | 0–1 | 2–1 | 1–0 | 2–1 |
| Napoli                  | 3–2 | 2–3 | 3–2 | 2–0 | 1–0 | 2–1 | 2–0 | 3–1 | 1–1 | 3–0 | 2–2 |     | 3–0 | 3–1 | 5–1                     | 4–1 | 0–0 | 2–1 | 1–1 | 2–1 |
| Palermo                 | 1–2 | 1–1 | 1–1 | 3–1 | 4–1 | 0–3 | 0–0 | 1–0 | 0–1 | 2–2 | 2–2 | 0–3 |     | 1–3 | 1–1                     | 2–0 | 2–0 | 1–2 | 0–0 | 2–3 |
| Parma                   | 2–0 | 0–2 | 4–1 | 1–2 | 2–0 | 1–1 | 0–0 | 1–0 | 1–1 | 0–0 | 1–1 | 1–2 | 2–1 |     | 3–0                     | 3–2 | 2–1 | 0–0 | 4–1 | 0–3 |
| Bản mẫu:Fb team Pescara | 0–0 | 2–3 | 0–2 | 2–1 | 0–2 | 1–5 | 2–0 | 0–3 | 1–6 | 0–3 | 0–4 | 0–3 | 1–0 | 2–0 |                         | 0–1 | 2–3 | 2–3 | 0–2 | 0–1 |
| Roma                    | 2–0 | 2–3 | 2–4 | 2–2 | 0–1 | 4–2 | 3–1 | 1–1 | 1–0 | 1–1 | 4–2 | 2–1 | 4–1 | 2–0 | 1–1                     |     | 1–1 | 4–0 | 2–0 | 2–3 |
| Sampdoria               | 1–2 | 1–0 | 0–1 | 1–1 | 2–0 | 0–3 | 3–1 | 0–2 | 3–2 | 0–1 | 0–0 | 0–1 | 1–3 | 1–0 | 6–0                     | 3–1 |     | 2–1 | 1–1 | 0–2 |
| Siena                   | 0–2 | 1–0 | 0–0 | 1–3 | 0–1 | 0–1 | 1–0 | 3–1 | 1–2 | 3–0 | 1–2 | 0–2 | 0–0 | 0–0 | 1–0                     | 1–3 | 1–0 |     | 0–0 | 2–2 |
| Torino                  | 2–1 | 1–0 | 0–1 | 2–2 | 2–0 | 2–2 | 0–0 | 0–2 | 0–2 | 1–0 | 2–4 | 3–5 | 0–0 | 1–3 | 3–0                     | 1–2 | 0–0 | 3–2 |     | 0–0 |
| Udinese                 | 2–1 | 0–0 | 4–1 | 2–2 | 3–1 | 3–1 | 0–0 | 3–0 | 1–4 | 1–0 | 2–1 | 0–0 | 1–1 | 2–2 | 1–0                     | 1–1 | 3–1 | 1–0 | 1–0 |     |

Nguồn: Lega Serie A
1 ^ Đội chủ nhà được liệt kê ở cột bên tay trái.
Màu sắc: Xanh = Chủ nhà thắng; Vàng = Hòa; Đỏ = Đội khách thắng.
a nghĩa là có bài viết về trận đấu đó.

## Thống kê mùa bóng
Tính đến các trận đấu vào ngày 21 tháng 4 năm 2013.
| STT | Cầu thủ             | Câu lạc bộ     | Số bàn thắng |
| --- | ------------------- | -------------- | ------------ |
| 1   | Edinson Cavani      | Napoli         | 23           |
| 2   | Antonio Di Natale   | Udinese        | 18           |
| 3   | Stephan El Shaarawy | Milan          | 16           |
| 4   | Germán Denis        | Atalanta       | 15           |
| 5   | Erik Lamela         | Roma           | 14           |
| 6   | Giampaolo Pazzini   | Milan          | 13           |
| 7   | Alberto Gilardino   | Bologna        | 12           |
| 7   | Stevan Jovetić      | Fiorentina     | 12           |
| 7   | Pablo Osvaldo       | Roma           | 12           |
| 7   | Rodrigo Palacio     | Internazionale | 12           |
| 7   | Marco Sau           | Cagliari       | 12           |
| 7   | Francesco Totti     | Roma           | 12           |

| STT | Cầu thủ          | Câu lạc bộ     | Số đường kiến tạo thành bàn |
| --- | ---------------- | -------------- | --------------------------- |
| 1   | Marek Hamšík     | Napoli         | 14                          |
| 2   | Francesco Totti  | Roma           | 11                          |
| 3   | Borja Valero     | Fiorentina     | 10                          |
| 4   | Antonio Cassano  | Internazionale | 9                           |
| 5   | Alessio Cerci    | Torino         | 7                           |
| 5   | Andrea Cossu     | Cagliari       | 7                           |
| 5   | Alejandro Gómez  | Catania        | 7                           |
| 5   | Adem Ljajić      | Fiorentina     | 7                           |
| 5   | Fabrizio Miccoli | Palermo        | 7                           |
| 5   | Arturo Vidal     | Juventus       | 7                           |

### Bàn thắng
- Bàn thắng đầu tiên: Maicosuel trong trận đấu giữa Udinese gặp Fiorentina (25 tháng 8 năm 2012)
- Bàn thắng nhanh nhất mùa giải: 18 giây

- Arturo Vidal trong trận đấu giữa Juventus gặp Internazionale (3 tháng 11 năm 2012)

- Bàn thắng muộn nhất của giải: 90+5 phút

- Panagiotis Kone trong trận đấu giữa Bologna gặp Catania (30 tháng 9 năm 2012)

- Trận đấu trên sân nhà mà đội thắng ghi được nhiều bàn nhất: 6 bàn[46]

- Sampdoria 6–0 Pescara (27 tháng 1 năm 2013)

- Trận đấu nhiều bàn thắng nhất: 8 bàn[46]

- Torino 3–5 Napoli (30 tháng 3 năm 2013)

- Trận đấu mà đội thắng ghi được nhiều bàn thắng nhất: 6 bàn[46]

- Pescara 1–6 Juventus (10 tháng 11 năm 2012)
- Sampdoria 6–0 Pescara (27 tháng 1 năm 2013)

- Trận đấu mà đội thua ghi được nhiều bàn thắng nhất: 3 bàn[46]

- Cagliari 4–3 Torino (24 tháng 2 năm 2013)
- Torino 3–5 Napoli (30 tháng 3 năm 2013)
- Internazionale 3–4 Atalanta (7 tháng 4 năm 2013)

### Giữ sạch lưới
- Đội bóng giữ sạch lưới nhiều trận nhất:[46]

- Juventus, 16 trận

- Đội bóng giữ sạch lưới ít trận nhất:[46]

- Pescara, 5 trận

### Thẻ vàng, thẻ đỏ
- Câu lạc bộ nhận nhiều thẻ vàng nhất:[47]

- Cagliari, 100 thẻ

- Cầu thủ nhận nhiều thẻ vàng nhất:[48]

- Daniele Conti (Cagliari), 15 thẻ

- Câu lạc bộ nhận nhiều thẻ đỏ nhất:[47]

- Atalanta, 13 thẻ

- Cầu thủ nhận nhiều thẻ đỏ nhất[48]

- Davide Astori (Cagliari)
- Kevin-Prince Boateng (Milan)
- Carlos Carmona (Atalanta)
- Andrea Costa (Sampdoria)
- Danilo (Udinese)
- Thomas Heurtaux (Udinese)
- Federico Peluso (Atalanta)
- Luca Rossettini (Cagliari)
- Vladimír Weiss (Pescara)

- Câu lạc bộ nhận ít thẻ vàng nhất:[47]

- Internazionale, 70 thẻ